# Milwaukee Brewers
El Milwaukee Brewers és un club professional de beisbol estatunidenc de la ciutat de Milwaukee (Wisconsin) que disputa l'MLB.

## Palmarès
- Campionats de l'MLB (0): -
- Campionats de la Lliga Americana (1): 1982
- Campionats de la Divisió Est (1): 1982

## Evolució de la franquícia
- Milwaukee Brewers (1970–present)
- Seattle Pilots (1969)

## Colors
Blau marí, daurat i blanc.

## Estadis
- Miller Park (2001-present)
- County Stadium (1970-2000)
- Sick's Stadium-Seattle (1969)

## Números retirats
- Paul Molitor 4
- Robin Yount 19
- Rollie Fingers 34
- Jackie Robinson 42
- Hank Aaron 44